# Dirka po Franciji 1989
| Mesto | Ime                | Država              | Čas         |
| ----- | ------------------ | ------------------- | ----------- |
| 1     | Greg LeMond        | ZDA                 | 87h 38' 15" |
| 2     | Laurent Fignon     | Francija            | 08"         |
| 3     | Pedro Delgado      | Španija             | 3' 34"      |
| 4     | Gert-Jan Theunisse | Nizozemska          | 7' 30"      |
| 5     | Marino Lejarreta   | Španija             | 9' 39"      |
| 6     | Charly Mottet      | Francija            | 10' 06"     |
| 7     | Steven Rooks       | Nizozemska          | 11' 10"     |
| 8     | Raul Alcala        | Mehika              | 14' 21"     |
| 9     | Sean Kelly         | Irska               | 18' 25"     |
| 10    | Robert Millar      | Združeno kraljestvo |             |

Dirka po Franciji 1989 je bila 76. dirka po Franciji, ki je potekala leta 1989.

## Pregled
| Kategorije                          | Podatki            |
| ----------------------------------- | ------------------ |
| Začetek-konec                       | Luksemburg - Pariz |
| Dolžina (km)                        | 3.285              |
| Število etap                        | 21                 |
| Povprečna hitrost zmagovalca (km/h) | 37,487             |
| Kolesarjev                          | 198                |
| Tekmo končalo                       | 138                |